# Charlotte d'Ornellas
Pour les articles homonymes, voir D'Ornellas.
Charlotte d'Ornellas, née le 23 juin 1986 à Orléans, est une journaliste et chroniqueuse française. Issue de la mouvance identitaire, elle est considérée comme l'une des figures les plus médiatiques de l'extrême droite en France. Elle est membre de l'ONG SOS Chrétiens d'Orient.

## Biographie

### Origines familiales et études
Charlotte d'Ornellas est née au sein d'une famille française de lointaine ascendance portugaise. Sa famille a obtenu un titre de baron  au Portugal en 1886. Elle est élevée à Orléans par des parents catholiques traditionalistes, attachés au pèlerinage de Chartres. Elle est une nièce à la mode de Bretagne de l'archevêque de Rennes, Pierre d'Ornellas.
Elle fréquente Adélaïde Pouchol, future militante et porte-parole de la Marche pour la vie dont elle est une amie d'enfance.
En 2002, elle est désignée pour incarner Jeanne d'Arc lors des fêtes johanniques d'Orléans,,.
Elle entre en 2004 à l'Institut de philosophie comparée, à Paris, où elle obtient une licence de philosophie, puis de psychologie. En 2008, elle part durant un an à Sydney, en Australie. Vers la fin de ce séjour, elle est recrutée au sein du Centre international des médias pour participer à la traduction de communiqués de presse australiens à destination de la presse française et des discours officiels à l'occasion des Journées mondiales de la jeunesse 2008. Jusque-là, son objectif était d'enseigner la philosophie.
À son retour, en 2008, elle décide de mener des études de journalisme. En 2010, elle sortira diplômée de l'Institut français de journalisme – faisant partie de la Faculté libre de droit, d'économie et de gestion –, après avoir effectué en 2009 son stage de fin d'études à L'Orient-Le Jour, à Beyrouth, au Liban, durant lequel elle découvre le Proche-Orient.

### Carrière professionnelle
De retour en France, en 2009 elle obtient un contrat à durée déterminée à La Nouvelle République du Centre-Ouest, quotidien régional basé à Tours. Elle est employée comme stagiaire au service Société et Monde de l'hebdomadaire Valeurs actuelles en 2009-2010, puis dans l'émission Tous les goûts sont dans la culture sur Direct 8 en 2010. Par ailleurs, elle fait, de janvier 2009 à octobre 2012, des piges pour Valeurs actuelles et Famille chrétienne. À partir de juillet 2011, elle travaille à la réalisation et à la présentation d'un journal hebdomadaire pour la Web TV du syndicat CFTC, et à la rédaction de sa Lettre confédérale hebdomadaire.
En tant que journaliste indépendante, elle collabore notamment au site Boulevard Voltaire, à Valeurs actuelles et au site d'actualité catholique Aleteia. Ses articles paraissent également régulièrement dans le quotidien national-catholique Présent. Par ailleurs, elle intervient régulièrement à l'antenne de Radio Courtoisie et est chroniqueuse (« sociétaire ») dans l'émission Bistro Libertés animée par Martial Bild sur TV Libertés. En 2016, elle fonde avec Damien Rieu, ancien porte-parole de Génération identitaire, le magazine France,, trimestriel diffusé gratuitement en ligne dont elle est rédactrice en chef. Sorti en mars 2016, le premier numéro met en une Marion Maréchal. Il aurait été consulté « plus de 60 000 fois » en un an, et le deuxième, paru en juin 2016, « plus de 40 000 fois » en un mois. Elle est conseillère relations de presse de Jean-Frédéric Poisson lors de la primaire française de la droite et du centre de 2016,,.
En janvier 2017, en tant qu'envoyée du site Boulevard Voltaire, elle fait partie des journalistes qui accompagnent en Syrie les députés Thierry Mariani, Nicolas Dhuicq et Jean Lassalle. À cette occasion, elle participe avec d'autres journalistes à une rencontre avec le président Bachar el-Assad. Contrairement aux médias français, elle juge celui-ci « doux et assez en retrait ». Les informations qu'elle rapporte de Syrie sont « plutôt conciliantes avec le régime ».
En septembre 2017, elle intègre le comité éditorial du magazine conservateur et identitaire L'Incorrect, nouvellement fondé par Laurent Meeschaert, Charles Beigbeder et des proches de Marion Maréchal, qui « milite pour une union entre le FN et tout ou partie des Républicains ». Le mois suivant, elle intègre la rédaction de Valeurs actuelles et quitte L'Incorrect,.
À partir d’avril 2017, elle intervient régulièrement en tant qu'éditorialiste dans l'émission L'Heure des pros, présentée par Pascal Praud sur CNews,, puis dans 28 minutes sur Arte. En 2018 et 2019, elle intervient comme chroniqueuse dans l'émission Et en même temps sur BFM TV, présentée par Bruce Toussaint puis Apolline de Malherbe. Elle est également régulièrement invitée dans l'émission Punchline présentée par Laurence Ferrari sur CNews.
En mai 2021, la chaîne publique France 3 Centre-Val de Loire refuse de diffuser un reportage consacré à Jeanne d'Arc au motif que Charlotte d'Ornellas, qui en commentait certains passages en voix off, est « journaliste à Valeurs actuelles ». La direction de la chaîne estime qu’en raison du temps d’antenne accordé au maire LR d’Orléans, les commentaires de la journaliste peuvent être considérés comme un temps d'antenne illégal attribué au parti du maire.
Depuis 2021, elle travaille également pour Europe 1, à la suite d'un rapprochement avec la rédaction de CNews dans le cadre du rachat de la station par Vincent Bolloré et d'une « droitisation » de la ligne éditoriale.

### Orientation politique
StreetPress la décrit comme la « journaliste préférée de la fachosphère » par ses collaborations « dans des revues franchement marquées à l’extrême droite comme Boulevard Voltaire ou Présent, le canard des catho-tradis ». Selon eux, elle sert de « mégaphone » aux identitaires, « le mag’ France œuvre au rapprochement entre l’extrême droite et “la droite hors les murs” ». Dans La République du Centre, elle est décrite comme « une plume de l'extrême droite en France » et par Les Inrockuptibles comme la « journaliste préférée de l'extrême droite ». Claude Askolovitch la présente sur France Inter comme « une vraie vedette des médias d'extrême droite ou catholiques conservateurs ». Dans son livre Le vieux monde est de retour (éd. Stock, 2018), la journaliste Pascale Tournier décrit Charlotte d'Ornellas comme une « nouvelle idole du monde de la “réinformation”, [qui] intervient pour rendre compte de la situation sur Boulevard Voltaire, Famille chrétienne, Valeurs actuelles, TV Libertés […] »,. Tournier relève aussi « son ancrage à l'extrême droite : au second tour de la présidentielle, elle vote sans hésitation en faveur de Marine Le Pen ». Libération souligne sa participation « aux très droitiers médias en ligne TV Libertés et Boulevard Voltaire » ainsi qu'au webmagazine France, qu'elle dirige avec Damien Rieu.
Pour Le Figaro, Charlotte d'Ornellas partage avec Marion Maréchal « la génération et le goût pour les idées “antimodernes” » . Selon L'Obs, elle est « proche de la cathosphère et de la ligne de Marion Maréchal-Le Pen » mais « ne se verrait pas travailler à la victoire de Marine Le Pen ». L'Obs la considère  également comme une « des valeurs sûres de la droite » lors de sa participation à une conférence contre Mai 68 en compagnie de Marion Maréchal-Le Pen et de ses proches. Elle donne également une conférence devant des militants royalistes et d'extrême droite de l'Action française pour y parler de la Syrie. Elle rencontre Bachar el-Assad, décrivant une « Alep libérée »,. Pour Bruno Gollnisch, membre historique du Front national, « ses positions sociétales rejoignent les [s]iennes ou vice-versa ». Le magazine L’Incorrect, lancé en septembre 2017 et dont Charlotte d'Ornellas est membre du comité de rédaction,, est considéré par le quotidien La Croix comme prolongeant « la ligne “conservatrice” et “identitaire” de Marion Maréchal-Le Pen qui s’est mise en retrait de la vie politique, et milite pour une union entre le FN et tout ou partie des Républicains […] Une passerelle entre droite et extrême droite ». D'après Le Média, son arrivée à Valeurs actuelles en 2017 provoque des mécontentements car elle « incarne un courant à droite de la droite dont beaucoup souhaitent s’éloigner ». Il souligne son parcours à Présent, « quotidien des catholiques identitaires », à Boulevard Voltaire et à la web TV d’extrême droite TV Libertés. Damien Rieu, cofondateur de Génération identitaire et membre du Rassemblement national, affirme : « Ok, Charlotte est catholique et elle s’intéresse aux questions de bioéthique. Mais ça, ce n’est pas prioritaire. Depuis les attentats de 2015, elle a compris que l’immigration est le problème principal et qu’on n’a pas le luxe d’aller se perdre sur le transhumanisme. Elle est catholique et identitaire. »
Elle figure parmi les premiers abonnés sur Instagram du groupe Les Natifs, formé à la suite de la dissolution de Génération identitaire.
Le Monde la range dans les rangs de la « droite réactionnaire » et de la « droite conservatrice ». L'Express souligne sa proximité avec « la droite catholique conservatrice », tandis que Le Parisien la présente comme « la nouvelle vedette de la droite ultra-conservatrice », également « celle que l'on décrit souvent comme la “nouvelle plume de l'extrême droite” ».
« Catholique pratiquante », Charlotte d'Ornellas — qui assume « être classée à l'extrême droite » et « de ne pas faire de journalisme neutre » —, considère que « tous les journalistes font du journalisme d'opinion » ; elle se réclame de la « réinformation » plutôt que de la « fachosphère ». Elle considère qu'elle « fait son travail » quand elle s'oppose dans ses écrits à l'interruption volontaire de grossesse. Charlotte d'Ornellas affirme qu’elle « refuse de [se] placer sur l'échiquier politique » et « partir du principe que tous les gens chez qui je pouvais faire mon travail en toute liberté, je le faisais », rajoutant que « quand j'ai étudié le populisme, j'ai essayé de comprendre pourquoi les gens choisissent de voter pour Untel, qu'est-ce que ça veut dire de la société. Quand je parle d'identité, c'est pour parler de fond, pas pour féliciter tel ou tel candidat ».

### SOS Chrétiens d'Orient et régime syrien
En décembre 2013, Charlotte d'Ornellas participe à la création de l'ONG SOS Chrétiens d'Orient (SOSCO), aux côtés d'un « inventaire des grands courants de l'extrême droite », tels que de Charles de Meyer, maurassien attaché parlementaire du député d'extrême droite Jacques Bompard, Benjamin Blanchard, collaborateur du Front national, Damien Rieu, cofondateur de Génération identitaire, proche du RN et figure de la fachosphère et de la mouvance identitaire, Olivier Demeocq issu du rock identitaire français, Mickaël Takahashi et Frédéric Chatillon « ancien dirigeant historique du GUD et figure de l'extrême droite radicale française »,,.
Charlotte d'Ornellas est membre du conseil d'administration de cette ONG, une organisation d'extrême droite controversée en raison de sa proximité avec le régime syrien de Bachar el-Assad dont elle est accusée d’avoir fait la propagande,. La journaliste est alors active au sein d’un groupe de diverses personnalités, dont une partie sont membres de SOSCO, accusé de mener des actions de propagande en faveur du régime syrien,.
En 2015, alors correspondante du journal L'Orient-Le Jour à Yabroud (Syrie), elle suit la venue dans ce pays de Dominique Rey, premier évêque français à se rendre auprès des chrétiens de Syrie depuis le début de la guerre.
En 2016, avec plusieurs cadres de SOS Chrétiens d'Orient, elle se rend de nouveau en Syrie, à Mhardeh, où ils rencontrent régulièrement les membres d'une milice chrétienne pro-régime accusée de crimes de guerre, les Forces de défense nationale, et pose avec eux, en armes et au milieu de pièces d'artillerie, pour des photographies prises par Damien Rieu,.
Elle publie, en 2016, un livre d'entretien sur les chrétiens d'Orient avec Grégoire III Laham, patriarche de l'Église grecque-melkite-catholique, qui siège à Damas, puis un nouveau livre entretien, en 2019, avec Charles de Meyer et Benjamin Blanchard de l'ONG SOS Chrétiens d'Orient, préfacé par Marc Fromager, directeur de la fondation de droit pontifical Aide à l'Église en détresse (AED).
En 2017, grâce aux liens de SOSCO avec les autorités syriennes, Charlotte d'Ornellas réalise un entretien avec Bachar el-Assad, qu'elle qualifie alors de « doux et assez en retrait », pour le site d'extrême droite Boulevard Voltaire,. Elle accompagne également le directeur de la sécurité politique d'Alep, Somar Zidan, accusé d'actes de torture, qui accueille une visite de Thierry Mariani, Nicolas Dhuicq et Jean Lassalle.
En 2019, elle participe à l'organisation d'un voyage touristique en Syrie, les visas sont obtenus grâce aux liens entretenus avec les autorités syriennes. La publicité publiée dans Valeurs actuelles précise que Charlotte d'Ornellas connaît bien « la Syrie et les instances locales »,.

## Départ deValeurs actuelleset recrutement à la direction duJDD
Elle annonce son départ de Valeurs actuelles après le renvoi de Geoffroy Lejeune, son ancien directeur de la rédaction, appelé à prendre la tête du JDD, où son recrutement est annoncé aussi, au sein du service Police-Justice du quotidien national, via une révélation du magazine Marianne, même si ces nominations sont contestées par la rédaction de ce journal, qui a voté une grève reconductible pour s'opposer à l'arrivée de Geoffroy Lejeune à sa tête. Selon Marianne, elle pourrait cumuler ce poste « avec des responsabilités au sein de la direction du JDD », un statut qu’elle « occuperait tout en conservant en parallèle sa place d’éditorialiste sur Europe 1 et la chaîne CNews », autre média détenu par Vincent Bolloré. Pour la journaliste Isabelle Roberts, qui s'appuie sur des déclarations de Charlotte d'Ornellas et Geoffroy Lejeune, qui affirment militer pour faire avancer les idées d'extrême droite, et la mettre au pouvoir, ils ne sont « pas des journalistes » mais « des propagandistes ».

## Polémique
Peu après la mort de Nahel Merzouk et au début des émeutes qui ont suivi, le quotidien Libération critique Charlotte d'Ornellas, pour avoir affirmé de manière péremptoire dans la soirée du 27 juin 2023 que la victime décédée le matin avait un casier judiciaire « déjà long comme le bras », ce que ses avocats ont immédiatement démenti, tout comme les services de vérification des faits de plusieurs quotidiens nationaux, ou des quotidiens régionaux,, car il avait douze mentions au fichier des antécédents judiciaires pour différentes infractions (notamment conduite sans permis, possession de stupéfiants ou refus d'obtempérer) mais pas dans son casier judiciaire.

## Prix
- Prix de la communication 2017 de l'Institut de formation politique (IFP)[53]

## Publications
- Avec Grégoire III Laham, Ne nous laissez pas disparaître : un cri au service de la paix, Perpignan, Éditions Artège, 2016, 132 p. (ISBN 979-10-336-0089-3).
- Au secours des chrétiens d'Orient : entretien avec Charles de Meyer et Benjamin Blanchard (préf. Marc Fromager), Versailles, Via Romana, 2019, 128 p. (ISBN 978-2-37271-133-3)Prix Renaissance des lettres 2020[54].